# Adriana Bogdan
Adriana Bogdan (n. 1942, Constanța, România) este o actriță de origine română naturalizată prin căsătorie în Franța. Printre cele mai cunoscute filme ale sale se numără Răscoala (1966), Într-o seară, un tren... (1968) și Belle (1973). 

## Filmografie selectivă
- 1966 Răscoala, regia Mircea Mureșan : Nadina (ca Adriana Nicolescu)
- 1967 Mamaia, regia José Varela : Nana
- 1968 Într-o seară, un tren..., regia André Delvaux : Moira
- 1969 Money-Money, regia José Varela : Marlène Catar
- 1971 Amour amour, regia Liliane de Kermadec : (film TV, scurtmetraj)
- 1972 Un gioco per Eveline, regia Marcello Avallone : Miou
- 1972 L'amoureuse, regia Christian Mesnil : Anne Blanc
- 1973 Belle, regia André Delvaux : Belle[2]
- 1975 Les amants d'Avignon, regia Paul Seban : Elsa Triolet
- 1978 Aurélien : Rose Melrose (serial TV, două episoade)
- 1981 Fil, Fond, Fosfor, regia Philippe Nahoun : Adriana